# Robert E. Ireland
Robert Ellsworth Ireland (* 1929 in Cincinnati, Ohio; † 3. Februar 2012 in Sarasota, Florida) war ein US-amerikanischer Chemiker (Organische Chemie). Er forschte unter anderem auf dem Gebiet der Esterenolat-Chemie und beschäftigte sich mit der Weiterentwicklung von Claisen-Umlagerungen. Hierbei entwickelte er auch die Ireland-Claisen-Umlagerung, eine abgeänderte Variante der herkömmlichen Claisen-Umlagerung. Weitere Forschungsschwerpunkte von Ireland waren Terpene und Terpenoide, Steroide und Antibiotika. Ferner beschäftigte er sich auch mit organischer Synthesechemie.

## Leben und Karriere
Robert Ireland wurde 1929 in Cincinnati im US-Bundesstaat Ohio geboren. Er studierte am Amherst College (Amherst, Massachusetts) Chemie und erhielt im Jahre 1951 seinen Abschluss (A.B. degree, B.A). Darauf war er Promotionsstudent an der University of Wisconsin–Madison und wurde 1954 bei William Summer Johnson promoviert. Von 1954 bis 1956 war er Postdoc an der University of California, Los Angeles in der Arbeitsgruppe von William Gould Young und wurde von der National Science Foundation gefördert. Im Jahre 1956 folgte eine Professur in Organischer Chemie an der University of Michigan. 1965 wurde er Professor für Organische Chemie am California Institute of Technology (Caltech). Während dieser Zeit arbeitete er an seinem Buch Organic Synthesis – Foundations of Modern Organic Chemistry, welches schließlich im Jahr 1969 von Prentice Hall veröffentlicht wurde. 1985 folgte eine Stelle als Direktor des Merell-Dow-Forschungsinstituts in Straßburg (Frankreich). Ein Jahr später wechselte er an die University of Virginia und wurde der dortige Lehrstuhlinhaber der Fakultät für Chemie. Außerdem wurde er als erster Kandidat für die Thomas-Jefferson-Professur ausgewählt, welche er bis zu seiner Pensionierung im Jahre 1995 innehatte. Von 1995 an war er emeritierter Professor an der Universität in Virginia. Zu Beginn seines Ruhestands zog er nach Sarasota im US-Bundesstaat Florida, wo er am 3. Februar 2012 im Alter von 82 Jahren verstarb. Robert Ireland hinterließ seine Frau Margaret und seine beiden Söhne Mark und Richard.

## Auszeichnungen und Stipendien
- Postdoc-Stipendium der National Science Foundation (1954–1956)
- Stipendiant der Alfred P. Sloan Foundation (1962)
- Ernest Guenther Award der American Chemical Society (ACS) (1977)
- Auszeichnung der ACS für kreative Arbeiten in der Synthese der Organischen Chemie (1988)